# Chloé Bulleux
Chloé Bulleux (* 18. November 1991 in Annecy, Frankreich) ist eine französische Handballspielerin, die dem Kader der französischen Nationalmannschaft angehörte.

## Karriere
Chloé Bulleux spielte zwischen 2008 und 2013 beim französischen Verein Handball Cercle Nîmes. Mit Nîmes gewann die Außenspielerin 2009 den EHF Challenge Cup. Ab dem Sommer 2013 ging die Linkshänderin für Metz Handball auf Torejagd, mit dem sie 2014 die französische Meisterschaft sowie den französischen Ligapokal gewann. Im September 2014 unterschrieb sie einen Vertrag bei Union Mios Biganos/Bègles. In der Saison 2014/15 errang sie den EHF Challenge Cup und wurde mit 58 Treffern Torschützenkönigin des Wettbewerbs. Nachdem Union Mios Biganos/Bègles kurz nach Beginn der Saison 2015/16 Insolvenz anmelden musste, kehrte sie im November 2015 zu Handball Cercle Nîmes zurück. Im Sommer 2016 schloss sie sich dem ungarischen Verein Siófok KC an. Im Sommer 2017 wechselte sie zum französischen Erstligisten Issy Paris Hand, der sich ein Jahr später in Paris 92 umbenannte. Zur Saison 2019/20 wechselte Bulleux zum Ligakonkurrenten Toulon Saint-Cyr Var Handball. Nachdem Bulleux ein Kind zur Welt gebracht hatte, wurde ihr Vertrag über das Saisonende 2021/22 nicht weiter verlängert. Hieraufhin schloss sich Bulleux dem französischen Drittligisten Union du Pays d’Aix Bouc Handball an, für den sie ein Jahr aktiv war. Seit dem Jahresanfang 2024 läuft sie für den Viertligisten Handball Val d’argens auf.
Ihr Länderspieldebüt für die französische Nationalmannschaft gab Bulleux am 19. März 2015 in Dijon gegen Dänemark. Sie gehörte dem französischen Aufgebot bei der Weltmeisterschaft 2015 an. Bei den Olympischen Spielen 2016 in Rio de Janeiro gewann sie die Silbermedaille.